# یوهان گابریل اوکسنخرنا (ورزشکار پنج‌گانه)
یوهان گابریل اوکسنخرنا (انگلیسی: Johan Gabriel Oxenstierna; ۲۸ اوت ۱۸۹۹ – ۱۸ ژوئیهٔ ۱۹۹۵) ورزشکار پنج‌گانه مدرن اهل سوئد بود.
وی در مسابقات کشوری و بین‌المللی در مجموع برندهٔ ۱ مدال طلا شده‌است.